# Американська ветеринарна медична асоціація
Американська ветеринарна медична асоціація (АВМА, англ. American Veterinary Medical Association, AVMA), заснована в 1863 році, є некомерційною асоціацією, яка представляє понад 99 500 ветеринарів у США.
AVMA надає інформаційні ресурси, можливості продовження освіти, публікації та знижки на особисті та професійні продукти, програми та послуги. AVMA вказує, що лобіює законодавство, яке сприятиме використанню тварин у людських цілях (наприклад, їжа, клітковина, дослідження, товариство).
Рада з питань освіти AVMA є призначеним органом з акредитації шкіл ветеринарної медицини в Сполучених Штатах.
AVMA видає Журнал Американської ветеринарної медичної асоціації (JAVMA) і Американський журнал ветеринарних досліджень (AJVR).
Ветеринарною студентською організацією AVMA є Студентська американська ветеринарна медична асоціація (SAVMA).

## Історія
Американська ветеринарно-медична асоціація була заснована в 1863 році, коли 40 делегатів, які представляли сім штатів, зібралися на з'їзд у Нью-Йорку. Спочатку названа Ветеринарною медичною асоціацією США, була перейменована на AVMA в 1889 році.
До 1913 року AVMA налічувала 1650 членів, причому членство було відкритим лише для випускників акредитованих ветеринарних шкіл.
Станом на 2021, AVMA налічує понад 97 000 членів. Окрім лікування домашніх тварин, ветеринари працюють у низці галузей, таких як охорона здоров’я, сільське господарство, безпека харчових продуктів, академічні та військові.

## Законодавство
AVMA підтримала Закон про мобільність ветеринарної медицини 2014 року, закон, який вніс зміни до Закону про контрольовані речовини (CSA), щоб роз’яснити, що ветеринари не зобов’язані мати окрему реєстрацію для видачі контрольованих речовин за межами свого основного місця діяльності, наприклад, коли лікують тварин на ферма. AVMA стверджувала, що «CSA має бути змінено, щоб тварини нашої країни не страждали без потреби». У зв’язку з тлумаченням закону Управлінням з контролю за дотриманням закону про наркотики ветеринарам було заборонено їздити до своїх пацієнтів із тваринами за межами закладу з контрольованими речовинами.